# Scirpus dichromenoides
Scirpus dichromenoides är en halvgräsart som beskrevs av Charles Baron Clarke. Scirpus dichromenoides ingår i släktet skogssävssläktet, och familjen halvgräs. Inga underarter finns listade i Catalogue of Life.